# Ersin Tatar
Ersin Tatar (Nicosia, 7 settembre 1960) è un politico cipriota di etnia turco cipriota; è Presidente di Cipro del Nord dal 2020.
Tatar è ostile alla riunificazione dell'isola e perora la cosiddetta soluzione dei due stati, che vuole formalizzare la divisione di Cipro esistente de facto dal 1974.